# Судзіловський Микола Костянтинович
Микола Костянтинович Судзіловський (біл. Мікала́й Канстанці́навіч Судзіло́ўскі, псевдонім Ніколас Русель англ. Nicholas Russella, Nicholas Russel; 15 грудня 1850, Могильов, Російська імперія— 30 квітня 1930, Чунцін, Республіка Китай) — американський вчений-етнограф, географ, хімік і біолог білоруського походження; революціонер-народник, один із перших учасників «ходіння в народ». Діяч революційного руху в Росії, Швейцарії, Англії, Франції, Болгарії, США, Японії, Китаї. Один із зачинателів соціалістичного руху Румунії, сенатор Території Гаваї (від 1900 р.), президент сенату Території Гаваїв (з 1901 р. до 1902 р.).

## Життєпис
Народився в білоруському місті Могильові, у збіднілій дворянській родині (мали маєток у селі Фастів Мстиславського повіту, його батько був Костянтин Степанович Судзіловський (†1883 р.) секретар Могилівської палати цивільного та кримінального суду). Усього в родині М. Судзіловського було восьмеро дітей. Старший із них Микола Костянтинович не лише допомагав матері по господарству, а й батькові в його праці. Це й підштовхнуло молоду людину, після закінчення з відзнакою Могилевської гімназії, у 1868 р. вступити на юридичний факультет Петербурзького університету.
Навчання в гімназії (1864-1868) не задовольнило його, але в цей час він знайомиться з творами своїх «учителів»: Миколи Чернишевського, Миколи Добролюбова, Д. І. Писарєва і Олександра Герцена.
В іншому ж Судзіловський вважав навчальні заклади царської Росії «знаряддями поліцейської муштри, інкубаторами чиновництва», де голови людей забивають різним «метафізичним, лінгвістичним і теологічним» мотлохом.
Восени 1868 р. у Петербурзі поновилися студентські хвилювання, викликані виданням правила, що ставило студентів під посилений контроль начальства й поліції. Разом із випускниками університету, Технологічного інституту та Медико-хірургічної академії першокурсник Микола Судзіловський організовує сходки й бере участь у виробленні вимог, які будуть відкинуті III відділенням «Власної Його Імператорської Величності канцелярії».
5 липня 1869 року змушений перевестися на медичний факультет Київського університету, оскільки навчатися учасникам політичних заворушень в інших вузах було заборонено.
У 1873-1874 рр. був одним з організаторів «Київської комуни» — соціалістичної студентської організації. Влаштувавшись фельдшером у тюремну лікарню в Ніколаєвськ, Судзіловський М. намагався влаштувати втечу ув'язнених. Коли його план був викритий, він зник і втік із Російської імперії.

## Еміграція
Від 1875 р. Судзіловський на еміграції в Лондоні. Працював у «лікарні святого Георгія», зустрічався з Карлом Марксом.
У 1876 р. під псевдонімом «Ніколас Русель» брав участь у квітневому повстанні проти османського панування в Болгарії. Відтоді Микола Судзіловський носив нове прізвище — Русель. Співпрацював з відомим болгарським революціонером Христо Ботевим.
У 1877 р. закінчив університет у Бухаресті.
Став одним з організаторів соціалістичного руху в Румунії. Вів революційну пропаганду в російських військах під час російсько-турецької війни 1877—1878 років. Співпрацював у зарубіжній газеті П. Л. Лаврова «Вперед!». Згодом брав участь у доставці до Росії видань групи «Звільнення праці». За підривну діяльність румунський уряд вислав його з країни.
Судзіловський переїжджав з однієї країни Європи в іншу, деякий час жив у Болгарії, а потім у Греції.
У 1887 р. переїжджає до Сан-Франциско. Організував кампанію проти православного єпископа Володимира, звинувачуючи його в розтраті церковних грошей, жорстокому поводженні з учнями місцевої семінарії та педофілії. Організований ним скандал розколов невелику російську громаду Сан-Франциско на два ворогуючих табори. Також Судзіловський-Русель встановив контакти з російськими політичними емігрантами, що проживали на початку 1890-х років у США. У Сан-Франциско він спілкувався і взаємодіяв зі своїм старим соратником Єгором Єгоровичем Лазарєвим. За участю ще одного російського революціонера з Нью-Йорка Лазаря Борисовича Гольденберга вони активно обговорювали ідею організації регулярних втеч політв'язнів із Сибіру до Північної Америки. Руселю, котрий вже мав до 1891 р. американський паспорт, відводилася важлива роль посередника між російськими та американськими учасниками операції. Однак втечі з Сибіру налагодити не вдалося.

## Гаваї
У 1892 р. М. К. Судзіловський-Русель переїхав на Гавайські острови Королівства Гаваїв, отримав американське громадянство. Був власником кавової плантації і займався також лікарською практикою. Він користується великою повагою серед місцевого населення (канаків), отримує прізвисько Каука Лукіні (що означає «російський лікар»). Проводить роз'яснювальні бесіди, вчить аборигенів революційної боротьби й організовує «партію самоврядування Гаваїв» (гомрулерів), покликану боротися за інтереси корінних жителів. На цій посаді він намагався проводити радикальні демократичні реформи, але не міг зупинити процесу інкорпорації Гаваїв Сполученими Штатами.
У 1900 р. президент США Вільям Мак-Кінлі підписав «Акт про надання уряду Території Гаваї» (також відомий як «Гавайський Органічний Акт»), відповідно до якого створювалися:
- інститут Губернатора Території Гаваїв, призначуваного чинним президентом США,
- двопалатний Законодавчий орган даної Території, що складався з обраних Палати представників і Сенату,
- Верховний суд.

США надає місцевим жителям вибір між республіканською і демократичною партією. Однак у передвиборну боротьбу включається третя партія (створена М. К. Судзіловським-Руселем).
У 1900 р. за підтримки корінного населення Микола Судзіловський та ряд його прихильників проходять до сенату гавайських островів, а в 1901 р. М. К. Судзіловський-Русель був обраний першим президентом Сенату Гавайських островів. На цій посаді він намагався проводити радикальні реформи для підтримки місцевого населення, але в 1902 р. змушений залишити посаду після зради своїх прихильників.

## Російсько-японська війна
Під час російсько-японської війни М. К. Судзіловський-Русель вів активну соціалістичну пропаганду серед російських військовополонених у Японії. Видавав газету «Росія і Японія». Одним з його співробітників у газеті був Олексій Новіков-Прібой, який пізніше написав книгу про Цусімську битву. Після початку революції 1905 року виношував ідею озброїти і відправити до Російської імперії для допомоги повсталим 60 тисяч полонених.
За наполяганням міністра закордонних справ Росії Судзіловський був позбавлений американського громадянства — з формулюванням за «антиамериканську діяльність».

## Наукова діяльність
Володів 8 європейськими мовами, китайською і японською мовами.
Микола Судзіловський був фаховим лікарем, йому належать кілька цінних праць з медицини.
Він є першовідкривачем «тілець Руселя», названих на його честь.
Він відкрив ряд островів центральної частини Тихого океану, залишив цінні географічні описи Гаваїв і Філіппін.
Судзіловський був також членом «Американського товариства генетиків», кількох наукових товариств Японії та Китаю. Він займався етнографією, ентомологією, хімією, біологією, агрономією.
«Новітній філософський словник» називає Миколу Судзіловського «першим і останнім енциклопедистом XX століття».

## Останні роки
Останні роки життя провів на Філіппінах і в Китаї, де перетинався з доктором Сунь Ятсеном. Радянський уряд від 1921 р. виплачував йому пенсію як персональному пенсіонеру «Всесоюзного товариства політкаторжан» (він співпрацював в органі останнього — «Каторга і заслання»), але в СРСР Судзіловський не повертався.